# Caxito
Caxito är huvudorten i provinsen Bengo i Angola. Dess invånarantal är 28 224.